# Rudolf Hasse
Pour les articles homonymes, voir Hasse.

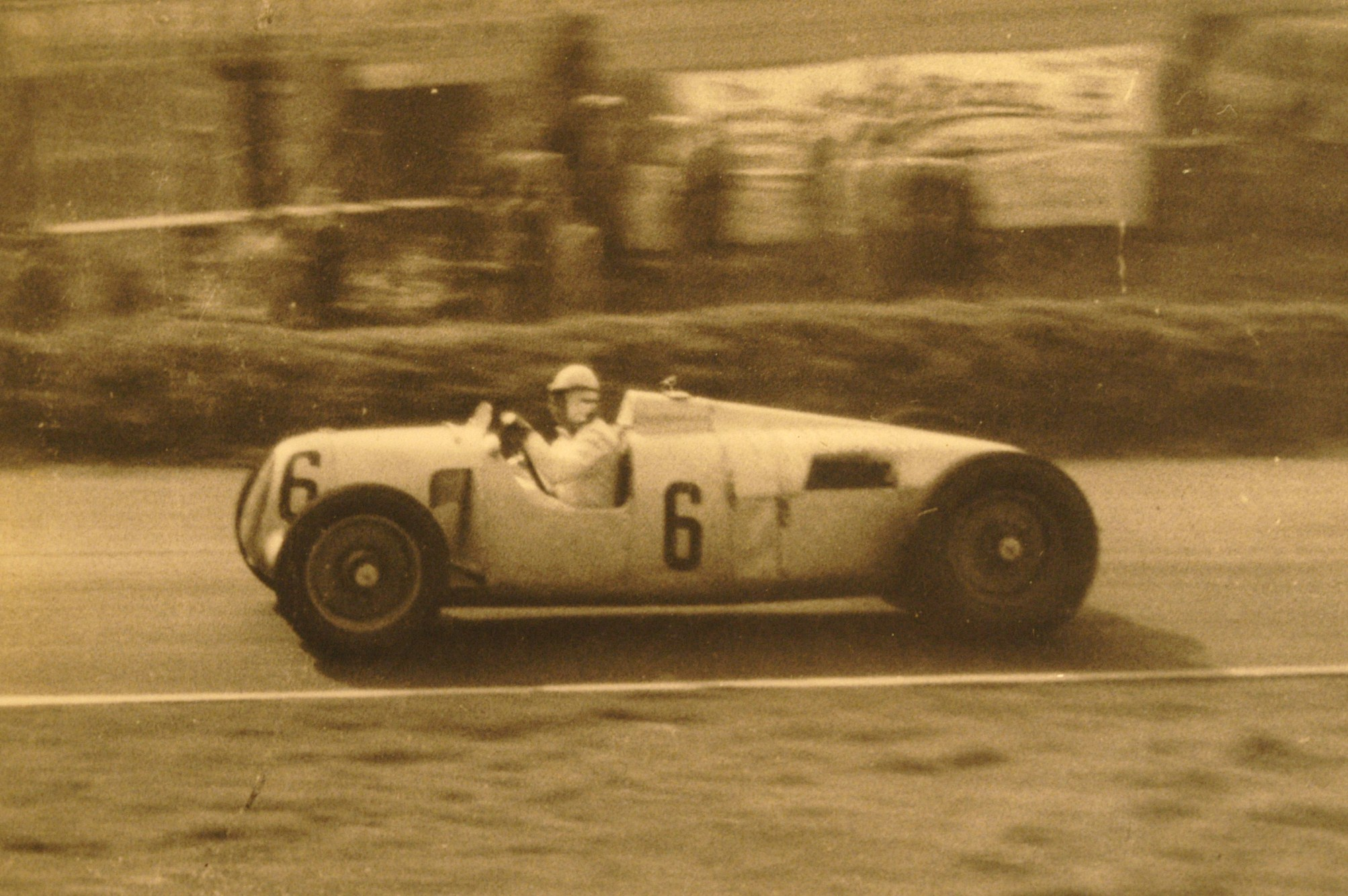
Rudolf Hasse sur Auto Union termine cinquième du Grand Prix de Donington 1937.

Rudolf Hasse, né le 30 mai 1906 à Mittweida, dans le royaume de Saxe, et mort le 12 août 1942 sur le front, en URSS, était un pilote automobile allemand.
Rudolf Hasse commence à piloter en 1926 sur moto Wanderer. Après trois ans, il passe aux autos et devient un important pilote dans les courses d'endurance, remportant trente victoires absolues. En 1932, il s'associe avec Adler et prend part à une épreuve longue de 5 000 km en solitaire. Même si Hasse ne signe aucun meilleur tour en course, il est connu pour sa grande capacité à préserver ses voitures. En 1936, il est engagé en tant que pilote junior par Auto Union puis prend part aux courses de manière régulière jusqu'à l'irruption de la guerre. Il connait sa meilleure saison en 1937, année où il remporte sa seule victoire en Grand Prix, en Belgique. La même année, il échappe à un spectaculaire accident à l'entrée du tunnel de Monaco, il en ressort avec des coupures sous le menton, une contusion à l'épaule et un pied cassé qui l'oblige à rester six semaines dans le plâtre. En plus de prendre part à huit Grands Prix majeurs, Hasse prend part à douze Grandes Épreuves dans sa carrière.
Au début de la Seconde Guerre mondiale, il s'engage en tant que volontaire, mais n'est pas accepté immédiatement. Il rejoint la Truppenbetreuung Korps, l'Armée de soutien du bien-être. Grâce à sa connaissance de la mécanique, il est envoyé sur le front en 1940 pour s'occuper des véhicules. Bien-aimé et courageux, il meurt en août 1942 des suites d'une maladie dans un hôpital militaire sur le front russe à 36 ans.

## Anecdotes
- D'une taille de 1,87 mètre, il était le plus grand des pilotes allemands des années 1930.
- Hasse était capitaine dans une caserne de pompiers.
- Il conduisait toujours avec un bonnet blanc. Incapable de porter les petites lunettes de course, il portait de grandes lunettes cerclées de caoutchouc pour pouvoir être utilisées en même temps que le bonnet.